# 北村和夫
北村 和夫（きたむら かずお、1927年〈昭和2年〉3月11日 - 2007年〈平成19年〉5月6日）は、日本の俳優、声優。本名は同じ。東京府（現東京都）出身。早稲田大学第一文学部芸術科（現・演劇科）卒業。文学座に所属していた。
息子は俳優の北村有起哉、娘は女優の北村由里。紫綬褒章（1989年）、勲四等旭日小綬章（1997年）受章。

## 来歴・人物
出生地は、東京市小石川区（現東京都文京区）竹早町、出身地は静岡県三島市。父の肇は医師で、その二男として生まれた。祖父の北村利吉は富坂警察署で特高係をしていた。東京都立第十一中学（現在の東京都立江北高等学校）卒業。研数専門学校、東京工業専門学校に進み、終戦を迎える。日本大学三島校舎理工学部予科卒業。早稲田大で小沢昭一、加藤武、今村昌平らとグループを結成して演劇活動に熱中した。
大学在学中の1950年に文学座の研究生となり、大学卒業と同時に文学座準座員となる。研究所同期には本山可久子、仲谷昇、小池朝雄がいた。1951年、文学座附属演劇研究所修了。 
1951年に『崑崙山の人々』で初舞台を踏む。1955年に座員に昇格。以降、『女の一生』や『華岡青洲の妻』などで杉村春子の相手役を務め、文学座の看板俳優となる。『欲望という名の電車』、『阿Q外伝』など文学座一筋で舞台に出演し、杉村亡き後も文学座を支えた。1965年に初演した『花咲くチェリー』のチェリー役は当たり役で、上演回数は400回に達する。
映画では大学時代からの友人である今村昌平作品の常連として活躍。
テレビドラマでも数多くの作品のレギュラー・セミレギュラーとして出演。
人形劇『ひょっこりひょうたん島』では声優も担当した。
エピソードも多く、アーサー・ミラーの『セールスマンの死』を「セールスマンの詩」と勘違いしたり、三島由紀夫の戯曲『鹿鳴館』を「かめいかん」と読み間違えたり、などその手の失敗談には事欠かない。
1997年より日本新劇俳優協会会長。
2007年5月6日午前7時40分、肺炎による呼吸不全のため東京都新宿区の病院で死去。80歳没。
小沢昭一とも大学時代の友人であり、加藤武とも親友であった。

## 受賞
- 新劇演技賞（1957年）
- 岸田国士賞（1980年）「花咲くチェリー」
- 紀伊国屋演劇賞個人賞（1980年）「花咲くチェリー」
- 芸術祭優秀賞（1983年）「オセロー」
- 毎日芸術賞（1987年）「欲望という名の電車」
- 紫綬褒章（1989年）
- 読売演劇大賞優秀男優賞（1993年）
- 勲四等旭日小綬章（1997年）

## 出演（俳優）

### 映画
- にごりえ（1953年、松竹） - 車夫
- 心に花の咲く日まで（1955年、大映、文学座） - 月田
- 暗夜行路（1959年、東宝） - 高井
- 人間の條件第五部、第六部（1961年、松竹） - 北郷曹長
- 明日ある限り（1962年、東宝） - 代田医師
- 若い人（1962年、日活） - 江口健吉
- 天国と地獄（1963年、東宝 / 黒澤プロ） - 新聞記者
- にっぽん昆虫記（1963年、日活） - 松木忠次
- 右京之介巡察記（1963年、東映） - 松平将監
- 乱れる（1964年、東宝） - 久子の夫
- 男嫌い (1964年、東宝)
- 赤い殺意（1964年、日活） - 高橋清一郎
- 風の武士（1964年、東映） - 名張与六
- 二匹の牝犬（1964年、東映） - 青山
- 香華（1964年、松竹） - 敬助
- 怪談（1965年、東宝） - 平知盛
- ぜったい多数（1965年、松竹）
- 香港の白い薔薇（1965年、東宝） - 青木弘
- 怪談せむし男（1965年、東映） - 宗方圭介
- 冷飯とおさんとちゃん（1965年、東映） - 新助
- ひも（1965年、東映） - 秋子の夫
- 「エロ事師たち」より 人類学入門（1966年、日活） - 医師
- 栄光への挑戦（1966年、日活 / 石原プロ） - 古山警部
- 私は泣かない（1966年、日活） - 原田修一郎
- 日本のいちばん長い日（1967年、東宝） - 佐藤信次郎課長（内閣官房総務課）
- 爆破3秒前（1967年、日活） - 杉山
- 黄金の野郎ども（1967年、日活） - 笹田
- 女と味噌汁（1968年、東宝） - 太田清雄
- 闇を裂く一発（1968年、大映）
- 大悪党（1968年、大映） - 岡野検事
- 神々の深き欲望（1968年、日活 / 今村プロ） - 刈谷技師
- 激動の昭和史 軍閥（1970年、東宝） - 山中部長（政治部）
- トラ・トラ・トラ!（1970年、20世紀フォックス） - 松岡洋右（外務大臣）
- あゝ声なき友（1972年、松竹） - 百瀬大吉
- サマー・ソルジャー（1972年、勅使河原プロ） - 太刀川
- ふれあい（1974年11月2日、松竹） - 青木勇次郎
- 金環蝕（1975年、東宝） - 大川吉太郎（通産大臣）
- 岸壁の母（1976年、東宝） - 小松国造
- 犬笛（1978年、東宝 / 三船プロ） - 石井課長（設計課）
- 聖職の碑（1978年、東宝） - 佐藤信次郎
- 野性の証明（1978年、東映） - 氷川支店長（菱井生命）
- 密約―外務省機密漏洩事件（1978年、アニープラネット） - 石山太一（モデルは西山太吉）
- 復讐するは我にあり（1979年、松竹 / 今村プロ） - 出池茂美 ※原作：佐木隆三
- 太陽を盗んだ男（1979年、東宝 / キティ・フィルム） - 田中長官（警察庁）
- ええじゃないか（1981年、松竹 / 今村プロ） - 小出大和守
- セーラー服と機関銃（1981年、東映 / 角川春樹事務所） - 浜口社長（浜口物産）
- 飛鳥へ、そしてまだ見ぬ子へ（1982年、東宝） - 院長
- 刑事物語（1982年、東宝） - 藤堂係長
- 陽暉楼（1983年、東映） - 山岡源八
- 片翼だけの天使（1986年、ヘラルド・エース） - 村山晴夫
- グリーン・レクイエム（1988年、東北新社） - 三沢良介
- 悲しい色やねん（1988年、東映） - 御殿山大介
- 黒い雨（1989年、東映 / 今村プロ） - 閑間重松
- 社葬（1989年、東映） - 上野郷嘉市
- あげまん（1990年、東宝） - 鶴丸国男
- 陽炎（1991年） - 小杉兵衛
- 極道の妻たち 危険な賭け（1996年、東映） - 佐渡拓磨
- 釣りバカ日誌9（1997年、松竹） - 杉浦専務
- のど自慢 (映画)（1999年、東宝 / シネカノン） - 耕太郎老人
- 日本の黒い夏─冤罪（2001年、日活） - 永田威雄
- 極道の妻たち 地獄の道連れ（2001年、東映） - 三崎亀蔵
- 赤い橋の下のぬるい水（2001年、日活 / 今村プロ） - タロウ
- SHINOBI（2005年、松竹） - 徳川家康
- 女はバス停で服を着替えた（2003年、アルゴ・ピクチャーズ）
- 変身（2005年、日本出版販売）
- ストーンエイジ（2006年、シー・メイクス）
- 不撓不屈（2006年、角川ヘラルド） - 植木住職
- 日本沈没（2006年、東宝） - 法務大臣
- 北辰斜にさすところ（2007年、映画「北辰斜にさすところ」製作委員会 / 神山プロダクション） - 海路政夫
- Beauty うつくしいもの（2008年、ジョリー・ロジャー） - 伊那路村長 ※遺作

### テレビドラマ
- 木曜観劇会 鹿鳴館（1959年、フジテレビ） - 清原永之輔
- ミステリー劇場 / 反射（1959年、毎日放送）
- 松本清張シリーズ・黒い断層（KR→TBS）
  - 紐（1960年）
  - 白い闇（1961年） - 小関精一
- 百万人の劇場 あにいもうと（1960年、フジテレビ）
- 遺族（1961年、NHK総合） ₋ 高田俊夫
- 二つの橋（1962年、NHK総合）
- 松本清張シリーズ・黒の組曲「雨と川の音」（1963年、NHK総合） - 与太郎
- 大河ドラマ（NHK総合）
  - 花の生涯（1963年） - 宇津木六之丞
  - 赤穂浪士（1964年） - 羽倉斎宮
  - 太閤記（1965年） - 鳥居強右衛門
  - 源義経（1966年） - 大江広元
  - 天と地と（1969年） - 村上義清
  - 春の坂道（1971年） - 島左近
  - 元禄太平記（1975年） - 堀内伝右衛門
  - 黄金の日日（1978年） - 鮫吉
  - 徳川家康（1983年） - 水野忠政
  - 翔ぶが如く（1990年） - 大久保利世
  - 八代将軍吉宗（1995年） - 山下幸内
  - 葵 徳川三代（2000年） - 前田利家
  - 武蔵 MUSASHI（2003年） - 徳川家康
  - 功名が辻（2006年） - 老商人
- 風雪（NHK総合）
  - 浪漫光芒（1964年） - 星野天知
  - 壮士芝居（1965年） - 角藤定憲
  - 落下の歌 宮崎滔天（1965年） - 宮崎滔天
- ザ・ガードマン（TBS）
  - 第22話「地上21階の襲撃」（1965年）
  - 第44話「コンクリートの下」（1966年）
  - 第59話「人喰い鮫」（1966年）
  - 第117話「おしゃべりは死を招く」（1967年）
  - 第330話「スリラー! ミイラ墓の女」（1971年）
- 氷点（1966年、NET）
- 大市民（1966年、NHK総合）
- 球形の荒野（1969年、NHK総合）
- 兄弟 (木下恵介アワー)（1969年、TBS）- 志沢修太郎
- ポーラテレビ小説 / オランダおいね （1970年、TBS） - 高野長英
- 鬼平犯科帳（八代目松本幸四郎版）（NET / 東宝）
  - 第1シリーズ  第19話「霧（なご）の七郎」（1970年） -上杉周太郎
  - 第2シリーズ  第8話、第9話「兇剣（前編、後編）」（1971年） - 浦辺彦太郎
- ナショナルゴールデン劇場 / 葦の浮舟（1971年、NET）※1984年同じ原作ドラマに再度出演
- 徳川おんな絵巻 第23話「年上の佳人」、第24話「白昼の逃亡」（1971年、関西テレビ） - 一柳直人
- 天皇の世紀 第1話「黒船渡来」（1971年、朝日放送） - 山路弥左衛門
- シークレット部隊（1972年、TBS） - ブレーンリサーチ社長
- 忍法かげろう斬り 第13話「鷹・危機一髪!」（1972年、関西テレビ） - 徳川頼宣
- 隼人が来る 第8話「帰って来た無法者」（1972年、フジテレビ） - 鬼殺しの源蔵
- アイちゃんが行く! （1973年、フジテレビ） - 花村修一
- 花王 愛の劇場 / 越前竹人形 （1973年、TBS） - 崎山忠兵衛
- ライオン奥様劇場 / 若草物語 （1973年、フジテレビ） - 三田秀一郎
- 子連れ狼 第2部 第5話「寒到来」（1974年、日本テレビ） - 稲見主膳
- 太陽にほえろ! （日本テレビ）
  - 第82話「最後の標的」（1974年） - 根来新平
  - 第355話「ボス」（1979年） - 岩渕（警視庁幹部）
  - 第672話「再会の時」（1985年） - 島津公昭　※デューク刑事の実父
- 荒野の素浪人 第2シリーズ 第28話「異人武士道」（1974年、NET） - 堀田形部
- 俺たちの勲章（1975年、日本テレビ） - 野上係長
- 俺たちの旅（1975年 - 1976年、日本テレビ） - 竹内健太郎
- 大非常線（1976年、NET） - 相良課長
- 俺たちの朝（1976年 - 1977年、日本テレビ） - 岩崎皓一郎
- 土曜ワイド劇場（テレビ朝日）
  - 野菊の墓（1977年）
  - 横溝正史の吸血蛾 美しき愛のバラード（1977年） - 等々力警部
  - 松本清張の葦の浮船（1984年） - 浜田学部長
  - 家政婦は見た!(21)大財閥デパート王の表と裏の二つの顔!（2003年） - 中島信広
- 新・座頭市 第2シリーズ 第5話「歌声が市を斬った」（1978年、フジテレビ） - 亀屋
- 同心部屋御用帳 江戸の旋風（第3シリーズ）第41話「あぶない年頃」（1978年、フジテレビ）
- 青春ド真中!（1978年、日本テレビ） - 飯島修一郎
- 七人の刑事 第3シーズン 第7話「愛と憎しみの殺人」（1978年、TBS）
- 大空港 第4話「パリ-東京 戦慄の20時間」（1978年、フジテレビ） - 会田国夫
- 白い巨塔（1978年 - 1979年、フジテレビ） - 河野正徳
- ああ、お父ちゃん（1978年10月1日・8日、関西テレビ） - 伊谷泰三
- 赤穂浪士（1979年、テレビ朝日） - 大野九郎兵衛
- 沿線地図（1979年、TBS） - 藤森昭夫
- 不毛地帯（1979年、毎日放送） - 黄
- 女たちの忠臣蔵（1979年、TBS） - 美濃屋源右衛門
- 連続テレビ小説（NHK総合）
  - 繭子ひとり - 稲木兵衛
  - マー姉ちゃん（1979年） - 大山医師
  - おしん（1983年） - 田倉大五郎
  - ちゅらさん（2001年 - 2007年） - 島田大心
    - CD NHK連続テレビ小説「ちゅらさん」〜島田さんのクラシック（ユニバーサル・クラシックス）
- 翔んだカップル（1980年、フジテレビ） - 北条学園校長
- 土曜ドラマ（NHK総合）
  - 横浜物語（1982年） - 木村勇作
  - 一日三回食後に服用 よひんびん物語（1995年）
  - 唄を忘れたカナリヤは・・・（1997年）
- 火曜サスペンス劇場（日本テレビ）
  - 誘拐の報酬（1982年）
  - 女監察医 室生亜季子 第1作 - 第4作（1986年 - 1988年）- 生沢教授
  - 歯（1989年10月24日）
  - 当番弁護士 第2作（1996年） - 石山清文
  - 京都金沢殺人事件シリーズ 第4作「京都金沢浦島太郎殺人事件」（2003年）- 阿部文男（駄菓子屋ゆめみ屋主人）
- 銀河テレビ小説（NHK総合）
  - つかこうへいのかけおち'83（1983年7月25日 - 1983年7月29日） - 父 役
- 関ヶ原（1983年、TBS） - 神屋宗湛
- ふぞろいの林檎たち（1983年、TBS） - 岩田邦行
- 時代劇スペシャル 「松本清張のかげろう絵図」（1983年、フジテレビ）- 脇坂淡路守
- 嫁ぐ日'84（1984年8月25日、NHK総合） - 父 役
- 大家族（1984年 - 1985年、TBS） - 立川正造
- 若大将天下ご免! 第8話「連れて逃げてよ、恋十手!」（1987年、テレビ朝日）- 鹿蔵
- 花へんろ 第三章　第一話　（1988年、NHK総合） - 種田山頭火
- 鬼平犯科帳 （フジテレビ）- 三沢仙右衛門
  - 第1シリーズ
    - 第17話「女掏摸お富」（1989年）
    - 第20話「山吹屋お勝」（1990年）

  - 第4シリーズ 第9話「霧の七郎」（1993年）
- 裸の大将 第38話「清と花嫁の父」（1990年、関西テレビ / 東阪企画） - 大沢良正
- 女ハングマン・夫のルスに連続殺人犯と対決!! 意外やボスは?（1990年、朝日放送） - 浜野善次郎
- 代表取締役刑事（1990年 - 1991年、テレビ朝日） - 橘喜一
- 月曜ドラマスペシャル / 松本清張作家活動40年記念・黒い画集 坂道の家（1991年、TBS） - 石黒医師
- Age,35 恋しくて（1996年、フジテレビ） - 浅野最高顧問
- 剣客商売 第1シリーズ 第5話「老虎」（1998年、フジテレビ / 松竹） - 山本孫介
- 京都迷宮案内 第2シリーズ 第1話「涙の絶唱!! 亡き美女を恋うる歌」（2000年、テレビ朝日）
- 開幕ベルは華やかに（2002年、テレビ東京） - 中村勘十郎
- ハルとナツ 届かなかった手紙（2005年、NHK総合） - 中内金太
- 河井継之助 駆け抜けた蒼龍（2005年、日本テレビ） - 河井代右衛門
- 堀部安兵衛（2007年、NHK総合） - 北島雪山

### 舞台
- 花咲くチェリー（1955年、紀伊国屋演劇賞受賞）
- オセロー（1983年、文化庁芸術祭賞優秀賞受賞）
- 欲望という名の電車（1988年、毎日芸術賞受賞）
- 女人渇仰（2002年）
- 龍の伝説（2003年）
- 風の中の蝶たち（2004年）
- 東京夢幻図絵
- 女の一生
- 怪談 牡丹燈籠（1986年）
- 沢氏の二人娘
- おりき
- この子たちの夏1945・ヒロシマナガサキ

### CM
- 光陽商事（中古カメラ・時計買取） - 没後、イメージキャラクターを息子・北村有起哉が継いだ。
- シュガーカット（堀内伊太郎商店〈現・浅田飴〉、1976年）

## 出演（声優）

### 吹き替え

#### 俳優
- アンソニー・クイン
  - アラビアのロレンス ※日本テレビ版
  - サンセバスチャンの攻防
  - その男ゾルバ
  - ヘラクレス 呪われた王国の美しき美女を救え
  - 名誉と栄光のためでなく ※テレビ版
  - リベンジ ※テレビ朝日版
  - 老人と海 ※日本テレビ版

#### 洋画
- 愛の交響楽（〈ダナ・アンドリュース〉）※NHK版（放送時タイトル『ナイトソング』）
- インナースペース（ヴィクター・スクリムショー/ケヴィン・マッカーシー）※ソフト版
- エクスカリバー（マーリン/ニコール・ウィリアムソン）
- 大いなる遺産（マグウィッチ/フィンレイ・キューリー）※NHK版
- ジョーズ（クイント/ロバート・ショウ）※日本テレビ版
- 戦場のピアニスト（父/フランク・フィンレー）
- 天地創造（アブラハム/ジョージ・C・スコット）※LD版
- ドライビング Miss　デイジー（ホーク・コルバーン/モーガン・フリーマン）※ビデオ版
- ドラグネット（ジョー・フライデー/ジャック・ウェッブ）
- ナイル殺人事件 (1978年の映画)（アンドリュー・ペニントン/ジョージ・ケネディ）
- 未来惑星ザルドス（ゼッド/ショーン・コネリー）

#### 海外ドラマ
- 怒りを我らに（ヴァーノン・ジョーンズ〈ジェームズ・アール・ジョーンズ〉）
- インディ・ジョーンズ/若き日の大冒険（老インディ/ジョージ・ホール）※テレビ朝日版
- 奥さまは魔女
- 看護婦物語
  - 「暗黒の恐怖」（フラー博士〈ダナ・エルカー〉）
- 刑事コロンボシリーズ
  - 刑事コロンボ 権力の墓穴（マーク・ハルプリン次長/リチャード・カイリー）
  - 新・刑事コロンボ 迷子の兵隊（ジャック・パジェット将軍/スティーブン・エリオット）
- ザ・ホワイトハウス
  - S1-14話「安息日」（カバナー司祭〈カール・マルデン〉）
- 大草原の小さな家
  - S3-10話「祈りの森」（サム〈バール・アイブス〉）
- 父のクリスマス（父アダム〈エドワード・アスナー〉）
- Dr.刑事クインシー（Dr.クインシー〈初代〉/ジャック・クラグマン）
- 南海のテリー（父〈オロフ・スンベリー〉）
- ライネマン スパイ作戦（ライネマン〈ホセ・ファーラー〉）
- 煉獄のなかで〜スターリン独裁・暗黒の日々（ヨシフ・スターリン〈F・マーリー・エイブラハム〉）
- 別れの時（〈ジョン・デンバー〉）

### 劇場アニメ
- 世界名作童話 アラジンと魔法のランプ（王様、ランプの精）

### 人形劇
- ひょっこりひょうたん島（NHK総合） - アルカジル王

### ラジオドラマ
- 日本沈没 （1973年 - 1974年、毎日放送制作、ニッポン放送系列放送）- 総理大臣
- 七草なずな （1987年、NHK-FM制作)
- 田之助変貌（1996年、ニッポン放送制作）- 河竹新七（黙阿弥）

### CD
- 「平和のとりでを築く」（光村書院） ※朗読
- 「シリーズ心の本棚 心にひびく大切な人生の言葉」（キングレコード） 朗読CD

### その他のコンテンツ
- 東京ディズニーランド
  - ピーターパン空の旅（オスカー）

## 著書
- 『役者人生 本日も波瀾万丈』 近代文芸社、1997年7月